# ライファイゼン・スーペルリーガ
スーペルリーガ（アルバニア語: Superliga e Futbollit të Kosovës, 英語: Football Superleague of Kosovo）は、コソボの最上位サッカーリーグである。リーグはホーム・アンド・アウェー方式の総当たり4回戦で行われ、計36試合で最終順位を決定する。下位2クラブはリーガ・エ・パラへ降格する。

## 概要
第二次世界大戦後の1945年にコソボ独自のサッカーリーグが創設された。1946年にコソボサッカー連盟が設立され、1948年にユーゴスラビアサッカー連盟に加盟した。コソボのファーストリーグ優勝チームはユーゴスラビア・セカンドリーグに所属した。
1991年、ユーゴスラビア社会主義連邦共和国の崩壊により、コソボサッカー連盟はユーゴスラビアサッカー連盟から独立し、独立後最初の選手権は1991年9月13日にプリシュティナのフラムルタリ・スタジアムで開幕戦が開催された。しかし、1997-98シーズンはコソボ紛争により1998年1月に中止され、1998-99シーズンは開催されなかった。
1999年にコソボ紛争が終結すると、コソボサッカー連盟は再編成され、1999-2000シーズンはファーストリーグ18チーム、セカンドリーグ14チームでリーグ戦が再開された。

## リーグ名の変遷
| 公式リーグ名                     | 公式リーグ名                     | 年        |
| アルバニア語                     | 英語                             | 年        |
| -------------------------------- | -------------------------------- | --------- |
| Liga e Provincës së Kosovës      | Kosovo Province League           | 1945-1991 |
| Liga e Pavarur e Kosovës         | Independent League of Kosovo     | 1991-1999 |
| Superliga e Futbollit të Kosovës | Football Superleague of Kosovo   | 1999-     |
| Raiffeisen Superliga e Kosovës   | Raiffeisen Superleague of Kosovo | 2008-2016 |
| Vala Superliga e Kosovës         | Vala Superleague of Kosovo       | 2016-2018 |
| IPKO Superliga e Kosovës         | IPKO Superleague of Kosovo       | 2018-2020 |
| BKT Superliga e Kosovës          | BKT Superleague of Kosovo        | 2021-2022 |
| ALBI MALL Superliga e Kosovës    | ALBI MALL Superleague of Kosovo  | 2022-     |

## 2022-23シーズン所属クラブ
| クラブ名       | ホームタウン   | ホームスタジアム                   | 収容人数 |
| -------------- | -------------- | ---------------------------------- | -------- |
| バルカニ       | スハレカ       | スハレカ・スタジアム               | 1,500    |
| ドレニツァ     | スケンデライ   | バイラム・アリウ・スタジアム       | 3,000    |
| ドリタ         | ジラン         | ジラン・シティ・スタジアム         | 15,000   |
| ドゥカギニ     | クリナ         | 6月18日スタジアム                  | 3,000    |
| フェリザイ     | フェリザイ     | イスメト・シャバニ・スタジアム     | 1,500    |
| ジラニ         | ジラン         | ジラン・シティ・スタジアム         | 15,000   |
| ラピ           | ポドゥイェヴァ | ザイル・パヤジティ・スタジアム     | 10,000   |
| マリシェヴァ   | マリシェヴァ   | リマン・ゲガイ・スタジアム         | 2,000    |
| プリシュティナ | プリシュティナ | スタディウミ・ファディル・ヴォクリ | 13,000   |
| トレプチャ'89  | ミトロヴィツァ | リザ・ルシュタ・スタジアム         | 12,000   |

## 歴代優勝クラブ
出典

### 1945年から1991年
| - 1945 イェディンストヴォ (1) - 1946 イェディンストヴォ (2) - 1947 トレプチャ (1) - 1947-48 プロレテリ (1) - 1948-49 トレプチャ (2) - 1950 トレプチャ (3) - 1951 コソヴァ (2) - 1952 トレプチャ (4) - 1953-54 コソヴァ (3) - 1954-55 トレプチャ (5) - 1955-56 ルダリ (1) - 1956-57 ルドニク (1) - 1957-58 ルダリ (2) - 1958-59 プリシュティナ (4) - 1959-60 ルダリ (3) - 1960-61 プリシュティナ (5) - 1961-62 ブドゥチノスティ (1) - 1962-63 ツルヴェナ・ズヴェズダ (1) - 1963-64 スロガ (1) - 1964-65 スロガ (2) - 1965-66 ブドゥチノスティ (2) - 1966-67 オビリチ (1) - 1967-68 ヴァラズニミ (1) | - 1968-69 ヴァラズニミ (2) - 1969-70 ヴァラズニミ (3) - 1970-71 ヴァラズニミ (4) - 1971-72 オビリチ (2) - 1972-73 フシェ・コソヴァ (1) - 1973-74 ヴァラズニミ (5) - 1974-75 リリア (1) - 1975-76 KXEKコソヴァ (3) - 1976-77 プリシュティナ (6) - 1977-78 ブドゥチノスティ (3) - 1978-79 プリシュティナ (7) - 1979-80 ヴァラズニミ (6) - 1980-81 リリア (2) - 1981-82 ヴァラズニミ (7) - 1982-83 KNIラミズ・サディク (1) - 1983-84 リリア (3) - 1984-85 ツルヴェナ・ズヴェズダ (2) - 1985-86 ヴァラズニミ (8) - 1986-87 リリア (4) - 1987-88 ツルヴェナ・ズヴェズダ (3) - 1988-89 ブドゥチノスティ (4) - 1989-90 ヴァラズニミ (9) - 1990-91 フシェ・コソヴァ (2) |

### 1991年から1999年
- 1991-92 プリシュティナ (8)
- 1992-93 トレプチャ (6)
- 1993-94 ドゥカジニ (1)
- 1994-95 リリア (5)
- 1995-96 プリシュティナ (9)
- 1996-97 プリシュティナ (10)
- 1997-98 コソボ紛争のため、シーズン途中で終了した。
- 1998-99 コソボ紛争のため、開催されなかった。

### 1999年以降
- 1999-2000 プリシュティナ (11)
- 2000-01 プリシュティナ (12)
- 2001-02 ベシアナ (1)
- 2002-03 ドリタ (4)
- 2003-04 プリシュティナ (13)
- 2004-05 ベサ (5)
- 2005-06 ベサ (6)
- 2006-07 ベサ (7)
- 2007-08 プリシュティナ (14)
- 2008-09 プリシュティナ (15)
- 2009-10 トレプチャ (7)
- 2010-11 フシ (1)
- 2011-12 プリシュティナ (16)
- 2012-13 プリシュティナ (17)
- 2013-14[4] ラムコス・コソヴァ (1)
- 2014-15[5] フェロニケリ (1)
- 2015-16 フェロニケリ (2)
- 2016-17 トレプチャ'89 (1)
- 2017-18 ドリタ (5)
- 2018-19 フェロニケリ (3)
- 2019-20 ドリタ (6)
- 2020-21 プリシュティナ (18)
- 2021-22 バルカニ (1)
- 2022-23 バルカニ (2)

## クラブ別優勝回数
| クラブ             | 優勝回数 | 優勝年度 |
| ------------------ | -------- | --- |
| プリシュティナ     | 18       | 1947-48, 1951, 1953-54, 1958-59, 1960-61, 1976-77, 1978-79, 1991-92, 1995-96, 1996-97 1999-00, 2000-01, 2003-04, 2007-08, 2008-09, 2011-12, 2012-13, 2020-21 |
| ヴァラズニミ       | 9        | 1967-68, 1968-69, 1969-70, 1970-71, 1973-74, 1979-80, 1981-82, 1985-86, 1989-90                                                                              |
| トレプチャ         | 7        | 1947, 1948-49, 1950, 1952, 1954-55, 1992-93, 2009-10 |
| ベサ               | 7        | 1961-62, 1965-66, 1977-78, 1988-89, 2004-05, 2005-06, 2006-07                                                                                                |
| KFリリア           | 5        | 1974-75, 1980-81, 1983-84, 1986-87, 1994-95 |
| ドリタ             | 6        | 1962-63, 1984-85, 1987-88, 2002-03, 2017-18, 2019-20 |
| フェロニケリ       | 3        | 2014-15, 2015-16, 2018-19 |
| ルダリ             | 3        | 1955-56, 1957-58, 1959-60 |
| KF KEK             | 3        | 1966-67, 1971-72, 1975-76 |
| イェディンストヴォ | 2        | 1945, 1946 |
| スロガ             | 2        | 1963-64, 1964-65 |
| KFフシェ・コソヴァ | 2        | 1972-73, 1990-91 |
| バルカニ           | 2        | 2021-22, 2022-23 |
| ルドニク           | 1        | 1956-57 |
| KFラミズ・サディク | 1        | 1982-83 |
| ドゥカジニ         | 1        | 1993-94 |
| KFベシアナ         | 1        | 2001-02 |
| フシ               | 1        | 2010-11 |
| ヴシュトリア       | 1        | 2013-14 |
| トレプチャ'89      | 1        | 2016-17 |